# Antineutrino electrónico
En la física, los antineutrinos, las antipartículas de los neutrinos, son partículas neutras producidas en la desintegración beta del núcleo. Tienen un spin de 1/2, y son parte de la familia de partículas de los leptones. Los antineutrinos observados hasta ahora todos tienen helicicidad hacia la derecha (es decir, solo uno de los dos posibles estados del spin se ha visto), mientras que el de los neutrinos son a la izquierda. Los antineutrinos interaccionan con otra materia solo mediante las fuerzas gravitacionales y la fuerza nuclear débil, haciéndolas muy difíciles de detectar experimentalmente. Experimentos de oscilaciones de neutrinos indican que los antineutrinos poseen masa, pero experimentos de desintegración beta obliga a esa masa que sea muy pequeña.
Debido a que los neutrinos y antineutrinos son partículas neutras es posible que sean realmente la misma partícula. Las partículas que tienen esta propiedad se llaman partículas de Majorana. Si los neutrinos fueran ciertamente partículas de Majorana entonces el proceso de doble desintegración beta está permitido. Se han propuesto distintos experimentos para buscar la ocurrencia de este proceso.
El Laboratorio Nacional Sandia está investigando el uso de los detectores de antineutrinos para monitorear reactores nucleares, y para detectar un muy bajo rendimiento en pruebas nucleares; estas pruebas con rendimiento menor a 1 kilotón son difíciles de detectar usando detectores convencionales sísmicos si métodos evasivos como por ejemplo es usado el desemparejamiento sísmico. El análisis espectral de los antineutrinos producidos por los reactores puede ser usado para asertar remotamente la composición isotópica del núcleo del reactor.